# شفیع آباد (نیشابور)
شفیع آباد روستایی از توابع بخش مرکزی شهرستان نیشابور واقع در استان خراسان رضوی ایران است.

## موقعیت
شفیع‌آباد روستایی در دهستان ریوند، بخش مرکزی شهرستان نیشابور که در ۱۰ کیلومتری جنوب این شهر واقع شده‌است.
در همسایگی آن روستاهای محمدآباد و صومعه و دهنو واقع شده‌است.

### صنایع دستی
کارگاه قالیبافی که در این روستا واقع است با داشتن بیش از ۱۰۰ بافنده بزرگ‌ترین کارگاه فرش بافی نیشابور است. ضمناً سومین فرش بزرگ دست باف جهان هم‌اکنون در این کارگاه در حال بافته شدن است.